# Verwaltungsgemeinschaft Döbeln
Die Verwaltungsgemeinschaft Döbeln war eine Verwaltungsgemeinschaft im Freistaat Sachsen.

## Geographie
Sie lag im Norden des Landkreises Mittelsachsen um die dominierende Kreisstadt Döbeln, zirka 40 km nordöstlich von Chemnitz und 45 km westlich von Dresden. Landschaftlich befand sich das Gemeinschaftsgebiet im Mittelsächsischen Hügelland in einem weiten Talkessel der Freiberger Mulde und dem südlich gelegenen Ebersbach. Die Bundesstraßen 175 und 169 kreuzen sich hier. Die Bundesautobahn 14 verlief im Norden des Verwaltungsgebietes und ist über die Anschlüsse Döbeln-Nord bzw. Döbeln-Ost zu erreichen. Die Bahnstrecken Leipzig–Döbeln–Meißen (RB 110) und Chemnitz–Riesa–Elsterwerda (RB 45) führen durch das Gemeinschaftsgebiet.

## Geschichte
Mit der Eingemeindung von Ebersbach nach Döbeln am 1. Juli 2011 wurde die Verwaltungsgemeinschaft aufgelöst. Zuletzt hatte sie eine Fläche von 39,44 km² und 21.607 Einwohner (Stand: 31. Dezember 2008). Letzter Verwaltungsvorsitzender war Axel Buschmann.

## Die ehemaligen Gemeinden mit ihren Ortsteilen
- Döbeln mit den Stadtteilen Döbeln (Innenstadt, Döbeln-Ost I, Döbeln-Ost II und Döbeln-Nord) und den Ortsteilen Bormitz, Oberranschütz, Sörmitz, Hermsdorf, Masten, Technitz, Miera, Nöthschütz, Gärtitz, Pommlitz und Zschackwitz
- Ebersbach (bei Döbeln) mit den Ortsteilen Ebersbach und Mannsdorf